# Comté de Smyth
Le comté de Smyth est un comté de Virginie, aux États-Unis, fondé en 1832.